# Mackinlaya radiata
Mackinlaya radiata är en araliaväxtart som beskrevs av William Raymond Philipson. Mackinlaya radiata ingår i släktet Mackinlaya och familjen Araliaceae. Inga underarter finns listade.